# Шабран, Жозеф
Жозеф Шабран (фр. Joseph Chabran; 1763—1843) — французский военачальник, граф империи (23 декабря 1814 года), дивизионный генерал (23 июня 1799 года).

## Биография
Родился 21 июня 1763 года в Кавайоне (Воклюз). При Старом режиме преподавал математику в Колледже Ораторианцев. С началом революционных войн откликнулся на призыв «Отечество в опасности!» и 4 августа 1792 года избран капитаном волонтёров департамента Буш-дю-Рон. С 1793 по 1798 год сражался в составе Итальянской Армии. Наряду с генералами Андре Массена (будущим маршалом), Клодом Дальманем и шефом батальона Дюпа (будущим генералом) был главным героем сражения при Лоди. Отличился также при Лонато, Короне, Монтебалдо, Ровередо и Бассано. С 13 июня 1795 года — шеф бригады, 4 сентября 1796 года — бригадный генерал.
В ноябре 1796 года назначен в состав дивизии генерала Вобуа (Charles-Henri de Belgrand de Vaubois) (1748-1839), 26 февраля 1797 года переведён в дивизию генерала Жубера (Barthelemy-Catherine Joubert) (1769-1799), 5 марта 1797 года – в дивизию генерала Бернадотта (Jean-Baptiste-Jules Bernadotte) (1763-1844).
16 марта 1797 года прославился при переходе через Тальяменто где во главе двух гренадёрских батальонов поддержал продвижение кавалерии генерала Мюрата. С апреля 1797 года служил в составе дивизии генерала Дженнингс, Чарльз Эдуард (также называемого Храбрый Килмейн) в Ломбардии. С 17 мая 1797 года — комендант Вероны, дипломатично и умеренными средствами ликвидировал последствия Веронского восстания, известного как «Веронская пасха». 14 июня 1797 года возглавил 8-ю бригаду 4-й пехотной дивизии генерала Серюрье.
13 сентября 1798 года — комендант департамента Буш-дю-Рон, отвечал за подавление беспорядков, вспыхнувших в департаменте, 1 октября 1797 года награждён Почётной саблей с надписью «А l,adjudant-general Chabran, avec le brevet de general de brigade, pour les batailles de Lodi, Lonato, Roveredo et Trente; le 10 vendemiaire an VI», и вскоре переведён в дивизию генерала Менара Гельветической Армии. 25 февраля 1799 года Шабран отличился при переходе через Рейн, где штыковой атакой опрокинул австрийцев, захватив 3000 пленных, три знамени и 16 орудий. С 29 апреля 1799 года — командир 2-й пехотной дивизии Дунайской Армии. 1 мая 1799 года при Флеше во главе батальона 409-й линейной полубригады опрокинул австрийскую колонну и захватил 1300 пленных, произведён в дивизионные генералы.
С августа 1799 года командовал 8-й, затем 7-й пехотными дивизиями Дунайской Армии, принимал участие в штурме Сен-Готарда, был тяжело ранен при штыковой атаке на лагерь Воханд (Wohand), в декабре переведён в Рейнскую Армию, в феврале возглавил 1-ю резервную дивизию в Шалон-сюр-Саоне. Затем — командир 5-й пехотной дивизии (5000 человек) Резервной Армии, перешёл с ней Малый Сен-Бернар, осадил и вынудил к капитуляции Форт Бард, внёс существенный вклад в победу при Маренго. После заключения Люневильского мира назначен губернатором Пьемонта и на этом посту продемонстрировал все качества умелого администратора.
С 27 апреля 1801 года оставался без служебного назначения, с 1803 года — комендант островов Ре, Олерон и Иль-д’Экс, в апреле 1805 года — командующий 12-м военным округом, затем 10-м (Тулуза).
В 1808 года направлен в Испанию, командир 1-й пехотной дивизии VIII-го корпуса Армии Каталонии, под начало маршала Сюше. Подавил мятеж в Таррагоне, нанёс поражения испанским повстанцам при Арбосе (Arbos), Молинс-де-Рей и Льобрегате, с 1808 по 1810 год исполнял обязанности губернатора Барселоны, 11 мая 1810 года оставил пост по болезни и более не служил. 13 сентября 1810 года определён в резерв и 16 мая 1813 года вышел в отставку, при первой Реставрации присягнул на верность Бурбонам (Bourbons) и 4 июля 1814 года утверждён королём Людовиком XVIII-м (1755-1824) в чине генерал-лейтенанта, 30 декабря 1818 года вышел в отставку и поселился в Авиньоне (Avignon, Vaucluse), где последовательно исполнял функции члена городского совета (Сonseil d,arrondissement d,Avignon), муниципального советника (Сonseiller municipal d,Avignon) и администратора хосписов (Аdministrateur des hospices), с июля 1824 года по июля 1830 года занимал пост мэра Кавайона. Умер 5 февраля 1843 года в Авиньоне в возрасте 79 лет, похоронен на кладбище Сен-Веран (Сimetiеre Saint-Vеran, Avignon). Шевалье Почётного Легиона (11 декабря 1803 года), Коммандор Почётного Легиона (14 июня 1804 года), Шевалье Святого Людовика (19 июля 1814 года). Имя генерала выбито на Триумфальной арке площади Звезды (Arc de triomphe de l,Etoile).Умер 5 февраля 1843 года в Авиньоне в возрасте 79 лет, похоронен на кладбище Сен-Веран. Шевалье ордена Почётного Легиона (11 декабря 1803 года), Командор ордена Почётного Легиона (14 июня 1804 года), Шевалье Святого Людовика (19 июня 1814 года).
Имя генерала выбито на Триумфальной арке площади Звезды.